# Lu Yue
Lu Yue (Tientsin, 26 dicembre 1957) è un direttore della fotografia e regista cinese.
Ha ottenuto una candidatura all'Oscar alla migliore fotografia nel 1996 per Shanghai Triad - La triade di Shangai di Zhang Yimou. Con Yìmóu ha collaboratore in tre occasioni: Vivere! (1994), Shanghai Triad - La triade di Shangai (1996) e Keep Cool (1997).
Come regista ha vinto il Pardo d'oro al Festival internazionale del film di Locarno nel 1998 con Mr. Zhao.

## Filmografia

### Regista
- Nujiang, yi tiao diushi de xiagu (1990)
- Mr. Zhao (Zhao xiansheng) (1998)
- Mei ren cao (2004)
- Thirteen Princess Trees (Shi san ke pao tong) (2006)
- The Obscure (Xiao shuo) (2007)
- 1 Dimension - cortometraggio (2013)
- Zhao dao ni (2018)
- Ting jian ta shuo – serie TV, episodio 1x07 (2020)

### Cinema
- Lie chang zha sha, regia di Tian Zhuangzhuang (1984)
- Tian pu sa, regia di Yim Ho (1987)
- Hua hun, regia di Huang Shuqin (1994)
- Vivere! (Huozhe), regia di Zhang Yimou (1994)
- Shanghai Triad - La triade di Shangai (Yao a yao yao dao waipo qiao), regia di Zhang Yimou (1995)
- Keep Cool (You hua hao hao shuo), regia di Zhang Yimou (1997)
- Tian yu, regia di Joan Chen (1998)
- Mei li xin shi jie, regia di Shi Runjiu (1999)
- Piao liang ma ma, regia di Sun Zhou (2000)
- Am anderen Ende der Brücke, regia di Hu Mei (2002)
- La leggenda del lago maledetto (Cheonnyeonho), regia di Lee Kwang-hoon (2003)
- Assembly (Jijie hao), regia di Feng Xiaogang (2007)
- La battaglia dei tre regni (Chi bi), regia di John Woo (2008)
- Feicheng wurao, regia di Feng Xiaogang (2008)
- Aftershock (Tangshan dadizhen), regia di Feng Xiaogang (2010)
- Feicheng wurao 2, regia di Feng Xiaogang (2010)
- Back to 1942 (1942), regia di Feng Xiaogang (2012)

#### Televisione
- Die Rückkehr des schwarzen Buddha, regia di Ronald Eichhorn – film TV (2000)

## Riconoscimenti
- Festival di Cannes
  - 1995 – Grand Prix Technique per Shanghai Triad - La triade di Shangai
- Los Angeles Film Critics Association
  - 1995 – Miglior fotografia per Shanghai Triad - La triade di Shangai
- New York Film Critics Circle Awards
  - 1995 – Miglior fotografia per Shanghai Triad - La triade di Shangai
- Locarno Film Festival
  - 1998 – Pardo d'oro per Mr. Zhao
- Tokyo International Film Festival
  - 2006 – Premio speciale della giuria per Thirteen Princess Trees
- Golden Rooster Awards
  - 2009 – Miglior fotografia per Assembly
  - 2013 – Miglior fotografia per Back to 1942
- Festival internazionale del film di Roma
  - 2012 – Premio A.I.C. Award for the Best Cinematography per Back to 1942
- Asia Pacific Screen Awards
  - 2013 – Miglior fotografia per Back to 1942
- Huabiao Awards
  - 2013 – Miglior fotografia per Back to 1942